# Astaenomoechus multipunctatus
Astaenomoechus multipunctatus är en skalbaggsart som beskrevs av Henry Fuller Howden och Gill 2003. Astaenomoechus multipunctatus ingår i släktet Astaenomoechus och familjen Hybosoridae. Inga underarter finns listade.